# Esther Hill
Esther Marjorie Hill, née le 29 mai 1895 et morte le 7 janvier 1985, est une architecte canadienne. En 1920, elle devient la première femme à obtenir un diplôme d'architecture à l'Université de Toronto.

## Biographie

### Jeunesse et formation
Esther Marjorie Hill naît à Guelph en Ontario. Après avoir obtenu une licence à l'Université de l'Alberta en 1916, elle commence à suivre des cours d'architecture dans cette même institution jusqu'à ce que le programme soit supprimé. Elle poursuit sa formation à l'Université de Toronto. Mary Anne Kentner et elle sont les premières étudiantes acceptées dans un cursus d'architecture au Canada.
Esther Hill obtient son diplôme en 1920, devenant ainsi la première femme canadienne à recevoir un diplôme universitaire en architecture mais ne peut adhérer à l’Association des architectes de l’Alberta qu'en 1925.

### Carrière
À la fin de ses études, en raison de la misogynie du milieu, Esther Hill ne trouve qu'un emploi d’architecte d'intérieur dans un magasin de la chaine Eaton. Finalement, elle retourne à Edmonton. En 1920 et 1921, elle écrit une série d'articles dans la revue Agricultural Alberta, décrivant son approche fonctionnelle de l'architecture domestique et sa conviction que la conception doit permettre de laisser entrer autant de lumière naturelle que possible. Malgré des difficultés, elle trouve un emploi de dessinateur chez McDonald and Magoon Architects à Edmonton. À l'automne 1922, elle commence à suivre des cours d'urbanisme à l'Université de Toronto.

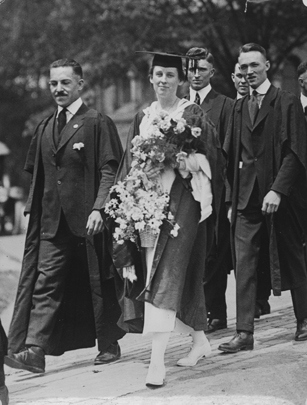
Esther Hill lors de la remise de son diplôme.

Puis elle se rend à New York et étudie à l'Université Columbia, auprès des architectes Anna Pendleton Schenck, Marcia Mead et Katharine Budd. À son retour au Canada, elle présente une nouvelle demande auprès de l'Alberta Association of Architects. En 1925, Esther Hill devient la première femme canadienne enregistrée comme architecte.
Durant la Grande Dépression, Esther Hill envisage d'autres activités pour maintenir ses revenus : l'enseignement, le tissage, la fabrication de gants et de cartes de vœux. Elle devient ainsi gantière et est reconnue comme tisserande. En 1936, elle déménage à Victoria, en Colombie-Britannique où elle fonde, après la Seconde Guerre mondiale, son propre cabinet d'architectes et se spécialise dans la confection de cuisines. Elle continue à tisser et rejoint la Victoria Handweavers' and Spinners' Guild. Elle remporte même le premier prix de tissage à l'Exposition nationale canadienne en 1942.
De 1945 à 1950, Esther Hill est la première femme à siéger à la commission d'urbanisme de Victoria. Elle conçoit des maisons, églises, immeubles, maisons de retraite, jusqu'à sa retraite en 1963.

## Vie privée
Le père d'Esther Hill, E. Lincoln Hill, est enseignant et bibliothécaire à la bibliothèque publique d'Edmonton et sa mère, Jennie Stork Hill, est l'une des dix premières femmes à étudier à l'Université de Toronto.